# Josep Calassanç Serra i Ràfols
Josep Calassanç Serra i Ràfols (Mahón, Menorca, 1902-Barcelona, 1971) fue un historiador español, padre de Blanca Serra i Puig, Josep Calassanç Serra i Puig y Eva Serra i Puig. Estudió en la Universidad de Barcelona, donde fue discípulo de Pedro Bosch. En 1934 fue nombrado Conservador del Museo de Arqueología de Barcelona, y se dedicó a la investigación de la arqueología prehistórica, ibérica y romana en Cataluña.
Después de la guerra civil española hizo algunas excavaciones en Mérida y durante los años sesenta asesorará sobre nuevas excavaciones y hallazgos en Cataluña y Bajo Aragón, como las del interior de la muralla romana de Barcelona, los sepulcros de fosa de San Quirico de Tarrasa, el vaso campaniforme de Sabadell, el poblado ibérico de Tivisa o la Badalona romana. En 1949 fue elegido miembro de la Sociedad Catalana de Estudios Históricos, filial del Instituto de Estudios Catalanes.

## Obras
- El poblamiento prehistórico de Cataluña (1930)
- Estudios sobre el Neolítico y Calcolítico de Francia, con Pere Bosch i Gimpera (1927)
- Forma Conventus Tarraconensis. Baetulo-Blanda (1928)
- El poblamiento de la Maresma o Costa de Levante en época anteromana (1942)
- Corpus vasorum antiquorum. Barcelona. Museo Arqueológico (1951-57 i 1958-65)